# برايان ساراماغو
برايان ساراماغو (بالإنجليزية: Brian Saramago)‏ هو لاعب كرة قدم أمريكي في مركز الهجوم، ولد في 9 نوفمبر 1998 في نيو هايد بارك في الولايات المتحدة. لعب مع نيو يورك ريد بولز 2.

## وصلات خارجية
- برايان ساراماغو على موقع Soccerway.com (الإنجليزية)